# Kanton Sault
Kanton Sault is een voormalig kanton van het Franse departement Vaucluse. Kanton Sault maakte deel uit van het arrondissement Carpentras en telde 2.231 inwoners in 1999. Het werd opgeheven bij decreet van 25 februari 2014, met uitwerking op 22 maart 2015. Alle gemeenten werden toegevoegd aan het kanton Pernes-les-Fontaines.

## Gemeenten
Het kanton Sault omvatte de volgende gemeenten:
- Aurel : 156 inwoners
- Monieux : 250 inwoners
- Saint-Christol : 555 inwoners
- Saint-Trinit : 99 inwoners
- Sault : 1 171 inwoners (hoofdplaats)